# قناة العالم الإخبارية
العالم هي قناة تلفزيونية إخبارية إيرانية تبث باللغة العربية مقرها العاصمة الإيرانية طهران. رفعت قناة العالم منذ انطلاقها في شباط/ فبراير عام 2003 شعار «الرأي للمشاهد»، ثم في 2009 «الحقيقة كما تراها!».
اكتسبت قناة العالم اهتماما عربياً وعالمياً في أعقاب الغزو الأميركي للعراق عندما تميزت بتغطيتها للأحداث في ظل انتشار واسع لمراسليها في مختلف المناطق العراقية، وحصدت القناة متابعة واسعة من الشعوب العربية أثناء تغطيتها المتميزة للحرب الإسرائيلية على لبنان في تموز/ يوليو 2006، والحرب على غزة ثم بعدها تغطيتها للثورات العربية في تونس ومصر وليبيا. كما انفردت قناة العالم بتقديم تقارير ميدانية من قلب الحدث في تغطيتها المباشرة للحرب على سوريا.

## الانطلاقة
أطلقت مؤسسة الإذاعة والتلفزيون الإيرانية، والتي تملك قسما ضخماً للإعلام الخارجي يضم العديد من القنوات ومئات الراديوهات الناطقة بمختلف لغات العالم، قناة العالم الفضائية في 24 شباط/فبراير من عام 2003، وتلعب قناة العالم دورا هاما من خلال توفيرها لفرصة التفاعل والتواصل مع شعوب المنطقة والشعوب المسلمة في جميع بقاع الأرض وطرحها لمشاكلهم الحقيقية، خاصة في ظل الهجمة الشرسة لوسائل الإعلام الغربية وتنفيذها لمشاريع بعض الدول الطامعة بثروات الشرق الأوسط.

## العاملون
رئيس مجلس إدارة قناة العالم الإخبارية هو الدكتور أحمد سادات.
أجرت صحف ووسائل إعلام عدة مقابلات مع الدكتور سادات حول موضوع الهجوم الذي تتعرض له قناة العالم من قبل بعض الدول وتعرضها للتشويش ومحاولات بعض الأنظمة قطع بثها على بعض الأقمار الصناعية.

### التحرير والإدارة
تمتلك قناة العالم فريقا متميزا من المحررين ورؤساء التحرير الذين استقطبتهم من مختلف البلدان العربية كلبنان وسوريا والسودان ومصر واليمن وتونس والجزائر والعراق والبحرين وبلدان أخرى ومن داخل إيران أيضا وكل هؤلاء تم اختيارهم وانتقاؤهم وفقا لبراعتهم وجدارتهم.

### المذيعون ومقدمو البرامج
يظهر على شاشة قناة العالم عشرات المذيعين والشخصيات البارزة والمتخصصة من بينهم:
- غدير حسن (سوري) مذيع ومقدم برامج «بانوراما» و «أسبوع في فلسطين» و «المشهد اليمني»
- فؤاد الخرسا (لبناني)، مقدم البرنامج الحواري «مع الحدث[2][3]»
- حسين عز الدين (لبناني)، مقدم البرامج الحوارية «الحقيقة أين[4][5]» ـ الرأي الأول[6][7] ـ أمريكا والعالم[8][9]»
- وليد حدرج (لبناني)، يقدم البرنامج الحواري «تحت الضوء[10][11]»
- سوسن رجب (سورية)، مذيعة وتقدم برنامج «صباح جديد[12][13]»
- جيهان عبد النبي (لبنانية)، مقدمة البرنامج الحواري «الملف البحريني[14][15]»
- حسن هادي (لبناني)، مقدم البرنامج الحواري «تحت الرماد[16][17]»
- محمد بيشكر (لبناني)، مقدم البرنامج الحواري «مع الحدث[2][3]»
- سحر مرتضى (لبنانية)، تقدم برنامجي «انقلاب الصورة[18][19] ـ العين الإسرائيلية[20][21]»
- توفيق شومان (لبناني)، مقدم البرنامج الحواري «تحت الرماد[16][22]»
- خالد عاشور (مصري)، مذيع ويقدم البرنامج الحواري «حوار الساعة[23]»
- علي قازان (لبناني)، مذيع ويقدم البرنامج الحواري «الثورة اليمنية»
- مجول رمك (سوري)، يقدم برنامج «من طهران[24][25]»
- سعيدة ضرغامي (إيرانية)، تقدم برنامج «إيران اليوم[26][27] »
- عبير منصور سرحان (لبنانية)، مذيعة وتقدم البرنامج الحواري «حوار الساعة[23] »
- فتى متالي (مغربي) يقدم برنامج «شؤون مغاربية[28] »
- حنان ضياء، راوية شرف الدين، فاطمة مزيحم (لبنانيون) ويتناوبون على تقديم برنامج «تحت الضوء[10][11] »
- ناهد العلي (سورية)، مذيعة
- كفاية دغاغلة (إيرانية)، مذيعة
- فاطمة العباسي (إيرانية)، مذيعة
- محمد باقر الموسوي (لبناني)، مذيع

## غرفة الأخبار
تم وضع أحدث النظم في متناول قناة العالم لإعداد وبث الأخبار والبرامج ضمن أعلى مستويات الاحتراف من خلال المتابعة المتواصلة والتغطية الحية.
وتبث العالم 36 نشرة أخبارية بين موجزة ومفصلة تغذيها من غرفة أخبار موصولة بوكالات أنباء عالمية ومصادر موثوقة، وبتقارير من حوالي 50 مراسلاً في 40 دولة حول العالم.
هذا وتعتمد قناة العالم أحدث الأساليب ووسائل الاتصال في عالم الإعلام، إضافة لامتلاكها كمّاً هائلاَ من الخبراء والفنيين، وهذا كله مُسخّر لإعداد الأخبار من خلال مراحل مدروسة بهدف إيصال الخبر للمشاهد بأسرع وقت ممكن دون التفريط في معايير الدقة.

### المراسلون
تتميز قناة العالم بتغطياتها الإخبارية، حيث تمتلك مراسلين في معظم البلدان العربية إضافة إلى مكاتب رئيسية في كل من دمشق وبيروت والقاهرة وبغداد. ولدى القناة ما يقارب 50 مراسلاً يتوزعون على البلدان العربية وفي أوروبا وبعض البلدان الآسيوية.

ويقدم المراسلون تقارير وأخباراً متواصلة من البلدان التي يتواجدون فيها، وتغطي القناة الانتخابات والأحداث السياسية الهامة في تلك البلدان إضافة إلى المظاهرات والاعتصامات والحروب والثورات.

## المتابعة
انطلاقا من استقلالية قناة العالم عن المشاريع والأجندات الغربية في المنطقة، ووقوفها إلى جانب المقاومات وحقوق الشعوب في العالم فإن الكثيرين ينظرون إلى هذه القناة باعتبارها مصدراً موثوقاً للمعلومات أكثر من بقية القنوات المراعية للمصالح الغربية، هذا وقد وصفها البعض بأنها «صوت الحق» أو «الكلمة الحرة»، الأمر الذي جعل منها من القنوات الأكثر شعبية خاصة في البلدان التي اشتعلت فيها الثورات وأسقطت أنظمتها العميلة للغرب [وفقًا لِمَن؟]، واحتلت قناة العالم المرتبة الثانية من حيث المتابعة في مصر حسب الإحصاء الذي أجراه مركز إعلامي تابع لمؤسسة الإحصاء في مصر، حيث انتقاها المصريون من بين أفضل 10 قنوات غير محلية كانت تغطي أحداث أول انتخابات رئاسية مصرية بعد الثورة المصرية (ثورة 25 يناير) وسقوط نظام حكم حسني مبارك.

## الموقع الإلكتروني
بهدف توسيع نطاق تغطيتها الإعلامية دخلت قناة العالم الأخبارية مجال الشبكة العنكبوتية أو الانترنت عبر موقعها الإلكتروني منذ العام الأول لانطلاقتها. يتيح الموقع للمستخدمين أينما كانوا إمكانية الوصول إلى آخر الأخبار والتطورات باللغتين العربية والفارسية وقريبا باللغة الإنكليزية.

ويقدم الموقع الإلكتروني خدمة البث المباشر ما يمكن المستخدمين من متابعة البرامج والنشرات الأخبارية من على شبكة الإنترنت.
ويخصص الموقع «www.alalam.ir» نافذة لأهم اللقاءات و البرامج التي تقدمها القناة وذلك بعد أقل من 24 ساعة على أول بث لها.

هذا وتوسعت القناة بعدد من المنافذ الأخرى من خلال مواقع التواصل الاجتماعي المختلفة مثل الفيس بوك  على فيسبوك. و التويتر و اليوتيوب و جوجل بلس.

## التوافر
قناة العالم الأخبارية متاحة في أنحاء العالم على عدة أقمار صناعية يوتل سات 7a و آسيا سات3S  و هوت بيرد 13B  و غالاكسي . وتشمل نقاط تغطية القناة جميع بلدان العالم باستثناء بلدان أميركا اللاتينية والقسم الجنوبي من أفريقيا، لتتضمن تغطيتها بذلك مختلف الدول التي يقيم فيها المسلمون.

## التغطيات
تميزت قناة العالم في العديد من التغطيات الخبرية وانفردت في بعضها وكان لها القسط الأكبر من متابعة الجماهير في هذه التغطيات مقارنة بقنوات أخبارية أخرى.
الغزو الأميركي للعراق منذ عام 2003

فضحت قناة العالم جرائم قوات الاحتلال الأميركية والأجنبية وانتهاكاتهم اللاإنسانية في العراق والتي عمدت وسائل إعلام عربية وغربية على إخفائها.
الحرب الإسرائيلية على لبنان تموز 2006

عرضت قناة العالم عبر مراسليها الميدانيين الصورة الحقيقية للمعارك التي جرت بين المقاومين اللبنانيين وجنود الاحتلال، وأرّخت القناة النصر الذي حققه حزب الله اللبناني ضد قوات الجيش الإسرائيلي خلال ثلاثة وثلاثين يوما.
الحرب الإسرائيلية على قطاع غزة عام 2008

قامت العالم وعبر شبكة مراسليها بتغطية الهجوم الوحشي الذي شنه جيش الاحتلال الإسرائيلي على القطاع واستهدف كل أشكال الحياة المدنية على تلك القطعة الكثيفة من ناحية السكان، وفضحت القناة استعمال قوات الاحتلال للقنابل والأسلحة المحرمة دولياً ضد مدنيين عُزَّل.
الثورة التونسية

بعد قيام محمد البوعزيزي بإحراق نفسه في تونس، وفرت القناة تغطية جيدة من خلال إعداد وبث التقارير المتعددة عن تطورات هذا البلد الرائد للصحوة الإسلامية الجديدة، وكانت القناة حاضرة في كل محطاتها وكذلك واكبت المشهد التونسي عبر شبكة مراسليها وموفديها.
الثورة في مصر

واكبت قناة العالم عبر مكتبها في القاهرة الاحتجاجات الشعبية في ميدان التحرير بالقاهرة وسائر المدن المصرية حيث رابط 13 مراسلا من مراسلي قناة العالم هناك وقاموا بتغطية أحداث الثورة لحظة بلحظة، وكان لقناة العالم الدور البارز في إيصال رأي الشارع المصري وتغطية التظاهرات التي طالبت بإسقاط نظام الرئيس حسني مبارك وصولاً إلى تغطية المهرجانات الاحتفالية التي واكبت انتصار الثورة المصرية.
وقد استخدمت قناة العالم تقنيات جديدة في البث المباشر عبر الإنترنت لنقل الأحداث الجارية من معظم المدن الساخنة أولاً بأول، وأظهرت الاستطلاعات المصرية تميز القناة في متابعتها للشأن المصري وجاءت في المرتبة الثانية من بين القنوات العربية.
ونقلت قناة العالم جميع الاحداث التي تلت تنحي الرئيس حسني مبارك وتولّي المجلس الأعلى للقوات المسلحة المصرية لحكم البلاد، والانتخابات البرلمانية والتعديلات الدستورية ومن ثم حل البرلمان وصولا إلى الانتخابات الرئاسية ووصول الدكتور محمد مرسي إلى الرئاسة والذي يعتبر أول رئيس مصري منتخب.
الثورة البحرينية

رغم قيام السلطات البحرينية بطرد مراسل قناة العالم من البحرين، تمكنت القناة من تقديم تغطية إعلامية مناسبة لأحداث الثورة الشعبية، في حين التزم الإعلام العربي والدولي صمتاً مطبقاً حيال هذا الأمر وهناك مراسلو شرف للقناة، يرسلون لها آخر المستجدات في الساحة البحرينية.

الثورة اليمنية

واكبت قناة العالم الاحداث في اليمن منذ حرب السعودية على صعدة أو ماسمي)بحرب صعدة السادسة) وصولا إلى الثورة اليمنية والتسوية التي حصلت برعاية دول مجلس التعاون وتبعاتها، وتستضيف القناة يوميا من خلال برنامجها الحواري الثورة اليمنية قادة وأعضاء من الأحزاب اليمنية المختلفة، إضافة لممثلين عن الثوار اليمنيين وكتاب وحقوقيين وغيرهم من المراقبين للوقوف على كل الأحداث في هذا البلد ومتابعتها خطوة بخطوة وإظهار وجهات النظر المختلفة والمتقابلة للثوار الشباب والأحزاب الأخرى إضافة إلى كشف التدخل الإقليمي والغربي والأمريكي في شؤون اليمن.
الثورة الليبية

مع بداية الثورة الليبية الشعبية تمكن مراسلو العالم في هذا البلد وفي مدن طرابلس وبنغازي من تغطية الأحداث هناك وقد تعرضوا للضرب والتنكيل من قبل قوات أمن القذافي.
الحراك الشعبي الأوروبي بعد الانهيار الاقتصادي

مع بداية الازمة المالية العالمية وانهيار الاقتصاد الأوروبي واكبت قناة العالم الاضطرابات التي حدثت في الدول الأوروبية والحراك الشعبي الذي تبع تدني خدمات الدولة وفرض الحكومات الأوروبية في إسبانيا وإيطاليا واليونان وبريطانية لخطط التقشف القاسية على شعبها، كما كشفت القناة الانتهاكات والمحاكمات التي قامت بها هذه الحكومات لعدد كبير من المحتجين رغم تشدقها الدائم بالحرية والديمقراطية.
السعودية
تغطي قناة العالم عبر الوسائل المتاحة لها الاحتجاجات والتظاهرات الشعبية التي تشهدها السعودية وتنتسر في مناطق مختلفة من المملكة وذلك في ظل أزمة الحريات التي تعيشها وانتشار الفقر وامتلاء السجون بالمعتقلين. وتحاول القناة إيصال صوت المظلومين في هذا البلد خاصة وان التقارير الحقوقية وصفت أكثر من مرة وضع حقوق الإنسان في السعودية بالمتردي، وبناءً على تقرير منظمة العفو الدولية لسنة 2010 استخدمت السلطات عدداً كبيراً من الإجراءات لقمع حرية التعبير وغيرها من الأنشطة المشروعة. وتغص السجون السعودية بآلاف من المواطنين الذين قُبض عليهم في السنوات السابقة كإجراء أمني، وبينهم سجناء رأي. كما حوكم نحو 330 منهم محاكمات وصفتها المنظمة الدولية بالجائرة، إضافة إلى أن النظام الحاكم يواصل احتجاز عدد من نشطاء حقوق الإنسان في السعودية ومنتقدي الحكومة السلميين.
الحرب على سوريا

مع بداية الأزمة التي أثيرت في سوريا بهدف كسر خط المقاومة فيها عن طريق إسقاط الدولة بكافة الوسائل كإثارة الفتن الطائفية وإرسال الإرهابيين وتسليحهم وتدريبهم، وفّرت العالم تغطية خبرية للأحداث في هذا البلد بصورة ميدانية من قلب الحدث، وللعالم مكتب في دمشق إضافة إلى أنها تمتلك شبكة مراسلين تنتشر في المحافظات السورية الرئيسية في حلب، حمص، درعا وغيرها.
الفيلم الأميركي المسيء للرسول الاكرم وما رافقه من احتجاجات عارمة في الدول الإسلامية.

## بلدان تقع قضاياها ضمن دائرة اهتمام قناة العالم
مما لاشك فيه أن مختلف القضايا التي تهم المسلمين حول العالم تقع ضمن دائرة اهتمام قناة العالم إلا أن القناة تعطي حيّزا واسعا لعدد من القضايا التي تتصدر قائمة اهتمام العالمي الإسلامي والعربي نظرا لمحوريتها وهي تتعلق بعدد من البلدان وأهمها: الجمهورية الإسلامية في إيران، فلسطين، لبنان، العراق، سوريا، اليمن، البحرين، الدول الأفريقية.

### الجمهورية الإسلامية في إيران
تشكل إيران مركز ثقل على الصعيد العالمي والإقليمي وفي مختلف المجالات الساسية والاقتصادية والعلمية خصوصا في ظل الثورة الإسلامية. ومن منطلق اهتمامها بالشأن الإيراني ومواقف طهران من مختلف القضايا تعمل القناة على تغطية أخبار وأحداث هذا البلد، فضلا عن تسليط الضوء على إنجازات البلد على جميع الصعد كجزء من أولويات القناة.
وتنفرد قناة العالم عن باقي القنوات بتمكنها من إجراء مقابلات خاصة مع المسؤولين الإيرانيين على مختلف المستويات وسؤالهم عن أهم القضايا والأحداث الجديدة في المنطقة والعالم وموقف طهران منها.

### فلسطين
تأتي القضية الفلسطينية في قائمة أولويات قناة العالم وذلك انطلاقا مما يعانيه الشعب الفلسطيني من ظروف الاحتلال الإسرائيلي وممارساته. وتعنى القناة بشكل أساسي بتسليط الضوء على الانتهاكات الإسرائيلية لحقوق الفلسطينيين وجرائمه المتواصلة ضدهم، إضافة إلى التركيز على القدس ومحوريتها في الصراع، وتقوم القناة بالتغطية الإخبارية في فلسطين عبر شبكة مراسليها الموزعين على قطاع غزة والضفة الغربية والقدس المحتلة.

### الجمهورية اللبنانية
يحظى لبنان بأهمية كبيرة ضمن السياسة الخبرية لقناة العالم ويرجع ذلك بالأساس إلى أهمية لبنان في التطورات بالشرق الأوسط، ودور المقاومة اللبنانية والانتصارات التي حققتها في مواجهة المعتدي.
وفيما يتعلق بالشأن اللبناني الداخلي تسعى القناة في توجهها إلى التركيز على الوحدة الوطنية والتوافق الداخلي بين مختلف القوى السياسية. وللعالم مكتب في بيروت ويتم فيه إعدادا وتسجيل وبث العديد من البرامج الحوارية، إضافة إلى أنها تمتلك شبكة من المراسلين ينتشرون في مختلف أرجاء لبنان.

### الجمهورية العراقية
انطلاقا من الأهمية المحورية للعراق في المنطقة فان العديد من المسائل والاحداث المتعلقة بهذا البلد تاتي ضمن أولويات قناة العالم التي تمتلك مكتبا في العاصمة بغداد إضافة إلى شبكة مراسلين منتشرين في البصرة والنجف الأشرف.

### الجمهورية العربية السورية
تحظى سوريا بأهمية بالغة بسبب موقعها الاستراتيجي ومتاخمتها للكيان الإسرائيلي إضافة إلى نظامها السياسي المساند للمقاومات للعالم والمناهض للسياسات الأميركية والغربية في المنطقة، وانطلاقا من كون سوريا عضواً رئيسا في محور المقاومة وفي ظل الهجمة الشرسة عليها حرصت قناة العالم على عكس الحقيقة كما هي في هذا البلد وتعمل القناة جاهدة على عرض جميع الآراء الهادفة لإيقاف نزيف الدم في هذا البلد.

### الجمهورية اليمنية
مع بداية ثورة الشعب اليمني على نظام علي عبد الله صالح استعانت قناة العالم بعدد من المراسلين في مدن صعدة وصنعاء وتعز وعدن وقامت بتغطية خبرية كاملة للثورة وتزال القناة تعرض تقاريرها المفصلة عن أحداث الثورة وتناقش محاورها مع جميع أطرافها المعنيين وتنقل آراءهم على الهواء مباشرة.

### مملكة البحرين
مع انطلاق الثورة البحرينية حرصت قناة العالم على إجراء لقاءات وحوارات شبه يومية مع مسؤولين وحقوقيين وكتاب وسياسيين بحارنة معارضين وموالين للنظام، لتقف على حقيقة الأمور هناك. ويطلق الكثير من الحقوقيين الدوليين مصطلح الثورة المظلومة على الانتفاضة الشعبية البحرينية نتيجة للتعتيم الاعلامي الغربي والعربي الذي يمارس حولها.

### الدول الأفريقية
انطلاقا من الموقع الجغرافي والإنساني في أفريقيا تندرج قضايا وأزمات القارة السمراء ضمن اهتمامات قناة العالم سواء من خلال متابعة الاحداث والتطورات فيها أو من خلال بحث قضاياها وتحليلها عبر استضافة أهل الاختصاص في هذا المجال وتسليط الضوء على ملفات التحولات السياسية في شمال القارة وجنوبها.

### جمهورية السودان
قناة العالم كانت حاضرة بقوة في الملف السوداني وكان لديها مراسلون في العاصمة الخرطوم وكانت من أولى القنوات التي واكبت التطورات في إقليم دارفور، وما حصل في هذا البلد وانفصال جنوب السودان فيما بعد، كما تنقل القناة للعالم آخر المستجدات هناك خاصة بعد الاعتداء الإسرائيلي السافر على هذا البلد.

## الهجمات ومحاولات إيقاف بث قناة العالم
- قناة العالم تتعرض للقرصنة الإلكترونية
- إيقاف بث قناة العالم على قمري نايل سات وعرب سات
- إيقاف بث قناة العالم على قمر أتلانتك بيرد 2
- السلطات البحرينية تقدم طلبا بوقف بث قناة العالم على العرب سات
- التشويش على قناة العالم
- التشويش على برنامج «الملف البحريني»
- القمر الصناعي هوت بيرد يوقف بث قناة العالم وباقة القنوات الإيرانية
- شركة يوتل سات تقول بأن قرار وقف البث جاء بطلب من الاتحاد الأوروبي
- الهجوم على مكتب قناة العالم في القاهرة
- مهاجمة مكتب العالم بعد شائعة تعرض السفير الإسرائيلي في القاهرة لمحاولة اغتيال
- المجلس العسكري يأمر بمصادرة جميع المعدات من مكتب قناة العالم في القاهرة
- اختطاف مراسل قناة العالم في سوريا
- اختطاف مذيع سابق لقناة العالم في سوريا
- الجماعات المسلحة تصدر أمرا بقتل مدير مكتب قناة العالم في دمشق
- المسلحون ينصبون كمينا لفريق قناة العالم في سوريا
- استشهاد مراسل قناة برس تي في وجرح مدير مكتب قناة العالم بدمشق .

## وصلات خارجية
تردد قناة
- الموقع الرسمي